# Böttcherstraße 6 (Stralsund)

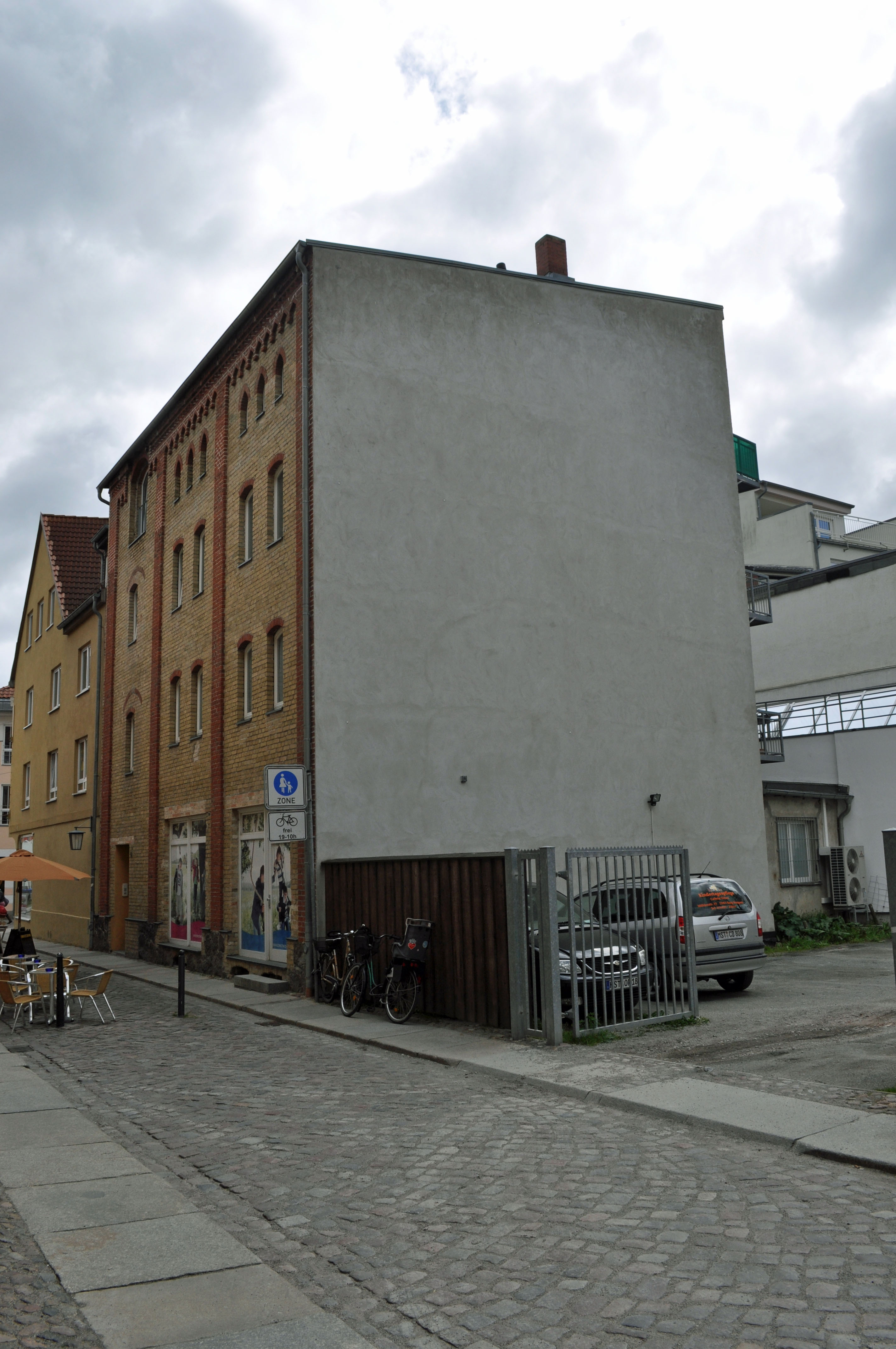
Das Gebäude Böttcherstraße 6 (2012)

Das Gebäude Böttcherstraße 6 ist ein denkmalgeschütztes Bauwerk in der Böttcherstraße in Stralsund.

## Beschreibung
Der viergeschossige und fünfachsige, traufständige Backsteinbau wurde im 19. Jahrhundert als Speichergebäude errichtet.
Die Fassade ist in gelben Backsteinen ausgeführt und wird durch rote Backsteine gegliedert. Gliederungselemente sind vier Lisenen und der abschließende Bogenfries unter dem Flachdach. Die Fensteröffnungen sind segmentbogig ausgeführt. An der linken Seite befanden sich die großen Öffnungen zum Be- und Entladen der oberen Geschosse. Sie hatten Stichbögen und wurden im ersten und zweiten Obergeschoss durch kleinere Fenster mit Segmentbögen ersetzt. Statt vier Fensterachsen zeigt das dritte Obergeschoss sechs Fensterachsen mit Spitzbögen.
In jüngerer Zeit wurden im Erdgeschoss Schaufenster eingebaut. Die oberen Geschosse werden zu Wohnzwecken genutzt und haben an der Rückseite Balkone. Seit 2012 wurden im angrenzenden Teil der Böttcherstraße Baulücken geschlossen und die denkmalgeschützten Fassaden der Häuser Böttcherstraße 2 und Böttcherstraße 3 in Neubauten einbezogen.
Der ehemalige Speicher liegt im Kerngebiet des von der UNESCO als Weltkulturerbe anerkannten Stadtgebietes des Kulturgutes „Historische Altstädte Stralsund und Wismar“. In die Liste der Baudenkmale in Stralsund ist es mit der nicht offiziellen Nr. 116 eingetragen.